# Baborówko
Baborówko (pol. hist. Baworówko) – wieś sołecka w Polsce położona w województwie wielkopolskim, w powiecie szamotulskim, w gminie Szamotuły. Położona jest 5 km na południowy wschód od Szamotuł, przy szlaku kolejowym Poznań – Szczecin z przystankiem Baborówko.

## Historia
Miejscowość pierwotnie była związana z Wielkopolską. Istnieje co najmniej od pierwszej połowy XV wieku i ma średniowieczną metrykę. Dawniej nazywała się Baworówko. Po raz pierwszy w źródłach historycznych wieś odnotowana została w łacińskim dokumencie z 1421 gdzie zapisano ją pod nazwą "Baworowo Minor", 1563 "Baworowko Minus".
Okolice miejscowości były zasiedlone jednak już wcześniej niż odnotowały to zachowane zapisy historyczne. W wyniku badań archeologicznych odkryto w okolicy osadę datowaną wstępnie na X-XIII wiek. Na niewielkim wzniesieniu wśród łąk 500 m na południowy zachód od stacji kolejowej, nad strumieniem, położone jest grodzisko pierścieniowate z XI w. o średnicy około 30 m..
Początkowo wieś była własnością szlachecką należącą do wielkopolskiej szlachty z rodu Baworowskich, Jabłonowskich, a później Kąsinowskich, którzy od nazwy wsi Kąsinowo przyjęli odmiejscowe nazwisko i Redkowskich. W 1462 miejscowość leżała w powiecie poznańskim województwa poznańskiego w Koronie Królestwa Polskiego. W 1508 odnotowana została w parafii św. Stanisława w Szamotułach, a w 1510 parafii Kiekrz.
W 1421 odnotowano proces sądowy Dobrogosta z Baborówka, syna Krzywosąda, z Wyszkiem z Nieczajny o 7 grzywien długu swego ojca. Dobrogost został wtedy uznany przez sąd za nieletniego, a pełnoletność osiągnąć miał dopiero za 6 lat. W 1451 wspomniano w dokumentach Mikołaja, Piotra i Jana bracia niedzielnych z Baborówka, synów zmarłego Michała, którzy w asystencji stryja Jana Baworowskiego oraz wuja Mikołaja Oporowskiego sprzedali czwartą część tej wsi Stanisławowi Jabłonowskiemu. W 1462 bracia niedzielni Piotr oraz Jan, synowie zmarłego Michała Baworowskiego sprzedali część odziedziczoną po ojcu w Baborówku za 200 grzywien Kąsinowskiemu. W 1467 Wojciech Kąsinowski baborowski zapisał mansjonarzom szamotulskim dwa złote węgierskie czynszu rocznego.
W 1470 odnotowany został Jan Jarancik z Baborówka. W 1485 Wojciech Kąsinowski z nepotami swymi Jakubem, Bartłomiejem, Janem, Wyszkiem i Wawrzyńcem sprzedał Tomaszowi z Izdebna w parafii Chrzypsko Wielkiego części w Baborówku za 150 grzywien z zastrzeżeniem prawa wykupu. W 1505 Andrzej Baworowski sprzedał Maciejowi Baworowskiemu część odziedziczoną po ojcu za 55 grzywien. W 1505 Maciej Baworowski zapisał swojej żonie Katarzynie córce Stanisława Turkowskiego 40 grzywien posagu na połowie swoich części w Baborowie. W 1510 odnotowano po łacinie, że w Baborówku „non habet nisi nobiles” czyli po polsku „mieszkają tam tylko szlachcice”. W 1510 wieś miała 10 łanów w tym 5 łanów sołeckich, a zamieszkana była tylko przez trzech mieszkańców.
Miejscowość odnotowały także historyczne rejestry podatkowe dzięki, którym znamy stosunki własnościowe we wsi. W 1499 w wykazie zaległości podatkowych odnotowano we wsi, część należącą do Kąsinowskiego. W 1563 pobór odbył się z części Macieja Kąsinowskiego, z jednego łana, a z części Jana Baworowskiego pobrano 12 groszy. W 1577 płatnikami poboru ze wsi byli Walentyn Redkowski oraz Melchior Kąsinowski. W 1580 pobór odbył się z części Melchiora Kąsinowskiego od 1/8 łana, dwóch zagrodników, oraz kolonisty, najemnego robotnika od pługa.
Wieś szlachecka Baborowo minus położona była w 1580 roku w powiecie poznańskim województwa poznańskiego w Rzeczypospolitej Obojga Narodów. Wskutek II rozbioru Polski w 1793, miejscowość przeszła pod władanie Prus i jak cała Wielkopolska znalazła się w zaborze pruskim.  
W końcu XIX wieku przeszła w ręce niemieckiego rodu von Hantelmannów. Dla nich około 1895 r. został zbudowany pałac eklektyczny z elementami secesyjnymi. Od 1953 r. mieścił się w nim Zakład Doświadczalny Uprawy, Nawożenia i Gleboznawstwa przekształcony w Doświadczalny Zakład Rolny. Obecnie pałac jest w rękach prywatnych. Blisko pałacu znajduje się parterowa oficyna z przełomu XIX i XX w. Zabytkowy charakter mają również zabudowania folwarczne z lat 1883–1892; obora, chlewnia, kuźnia, spichlerz i gorzelnia. Pałac i oficynę otacza park krajobrazowy z drugiej połowy XIX w. o pow. około 6 ha. Rosną w nim m.in. dąb szypułkowy o obw. 390 cm, sosna wejmutka o obw. 230 cm – pomnik przyrody, a także buk purpurowy o obw. 360 cm.
W latach 1975–1998 miejscowość administracyjnie należała do województwa poznańskiego.

## Turystyka
Przez wieś przebiegają trasy rowerowych Szamotulskich pętli rowerowych:
- Szamotuły – Baborówko – Kąsinowo – Myszkowo – Przyborowo – Brodziszewo – Koźle – Wielonek – Ostroróg – Rudki – Gałowo – Szamotuły.
- Szamotuły – Baborówko – Pamiątkowo – Lulinek – Górka – Ślepuchowo – Objezierze – Chrustowo – Sławienko – Ruks – Dołęga – Sycyn – Piotrkówko – Szczuczyn – Szamotuły[8]